# 克娄巴特拉方尖碑

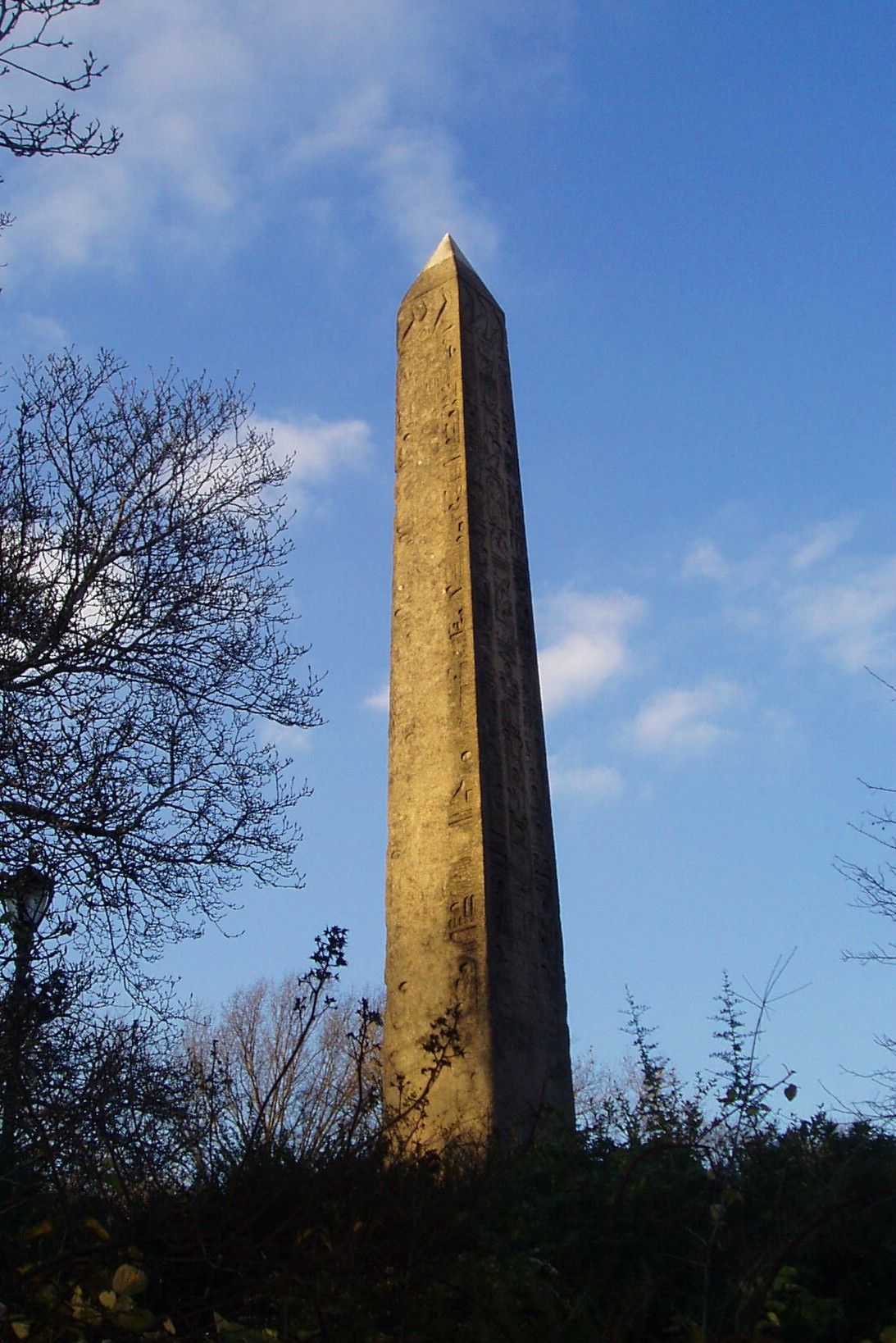
克娄巴特拉方尖碑

克娄巴特拉方尖碑（英语：Cleopatra's Needle）是三個古埃及方尖碑的名稱，它們在19世紀分別重新豎立在倫敦、巴黎與紐約。倫敦和紐約的方尖碑是一對方尖碑，而巴黎的方尖碑則來自不同的地區（盧克索）。雖然方尖碑是真正的古埃及方尖碑，但是有些名不副實，因為與埃及女王克娄巴特拉七世沒有存在特定的連接，其歷史比她的時代還要古老一千多年。倫敦的方尖碑就是這樣一個例子，因為它最初是第十八王朝法老圖特摩斯三世的統治期間所建造，但被錯誤地命名為克娄巴特拉方尖碑。巴黎的克娄巴特拉方尖碑是第一個重新架設的方尖碑。

## 連結
- . . 1920.
- Gilman, D. C.; Peck, H. T.; Colby, F. M. (编). .  (第1版). 纽约: Dodd, Mead. 1905.
- Moving the Axum Obelisk（页面存档备份，存于）, William Drenttel,  Design Observer,March 10, 2005